# وين ما طقها عوجة (مسلسل)
وين ما طقها عوجة- مسلسل دراما - كوميدي أردني، تم عرضه عام 2011م، من تأليف:نورا الدعجة، ومن إخراج: مازن عجاوي، ومن إنتاج عصام حجاوي.

## الممثلون
يتكون طاقم عمل المسلسل الأردني "وين ما طقها عوجة" من العديد من النجوم، نذكر من بينهم:
- سلمى المصري.
- رزان الكردي.
- علي عبد العزيز.
- إياد نصار.
- صبا مبارك.
- رنا أبو غالي.
- رانيا فهد.
- سحر بشارة.
- محمد العبادي.
- شاكر جابر.
- سهير فهد.
- خالد تاجا.
- جميل براهمة.
- حسين طبيشات.
- عبير عيسى.
- عبد الكريم القواسمي.
- محمود صايمة.
- أنور خليل.
- سهير عودة.
- فؤاد الشوملي.
- منذر ريحانة.
- نادرة عمران.
- هشام هنيدي.
- طارق زياد.